# Союз ТМ-15
Союз ТМ-15 е пилотиран космически кораб от серията „Союз ТМ“ към станцията „Мир“ и 91-ви полет по програма „Союз“.

## Екипаж

### При старта

#### Основен
- Анатолий Соловьов(3) – командир
- Сергей Авдеев(1) – бординженер
- Мишел Тонини(1) – космонавт-изследовател

#### Дублиращ
- Генадий Манаков – командир
- Александър Полещук – бординженер
- Жан-Пиер Еньоре – космонавт-изследовател

#### Резервен
- Василий Циблиев – командир
- Александър Баландин – бординженер

### При кацането
- Анатолий Соловьов – командир
- Сергей Авдеев – бординженер

## Параметри на мисията
- Маса: 7150 кг
- Перигей: 196 км
- Апогей: 216 км
- Наклон на орбитата: 51,6°
- Период: 88,6 мин

## Описание на полета
По време на двуседмичнния съвместен руско-френски полет са проведени 11 експеримента в областта на биомедицината, техниката и физиката. Експериментът „Orthostatisme“ включвал изследвания на кръвното налягане и съдовата система и разпределението на кръвния поток в безтегловност. По време на експеримента „Ilusion“ се изследвала адаптацията на чувствителните орган към космическите условия. В експеримента „Nausicaa 1“ se измервал състава и интезитета на лъченията около космонавтите. В други експерименти се изследвало времето за живот на червените кръвни телца и въздействието им върху иммунната система. Изучавани са още растежа на кристалите, въздействието на космическите лъчения върху електронните компоненти и поведението на течностите в безтегловност.
Французинът Мишел Тонини се приземява заедно с екипажа на единадесета основна експедиция (А. Викторенко и А. Калери) с кораба Союз ТМ-14.
След отделянето на Союз ТМ-14 на борда на „Мир“ остава да работи само дванадесета основна експедиция. По време на полета ѝ са проведени експерименти по производство на кристали и специални сплави, в биотехнологиите, астрономията и медицината. Освен това е пуснат спътникът „МАК-2“, произведен в Московския авиационен институт.
Соловьов и Авдеев правят четири излизания в открития космос, по време на които продължават работата по ремонт на станцията. На 3 септември те монтират на ферма блок- двигателя „Софора“, доставен в космоса с транспортния кораб „Прогрес М-14“. На 2 септември е отворен люка на преработения кораб („Прогрес М-14“) и робот-манипулатора, намиращ се в предната част на „Прогрес“, прехвърля 750-килограмовия, и дълъг повече от два метра двигател от товарния отсек. След това той е прехвърлен към модула „Квант“ и на следващия ден е поставен в необходимата позиция от космонавтите. След четири дни двигателят е захванат за фермата. По време на третото излизане са направени кабелните връзки и фермата е приведена в работно положение. По време на следващото излизане на 15 септември на модула „Кристал“ е монтирана специална антенна система за сближаване „Курс“, позволяваща скачвания с големи по размер кораби. Още на Земята „Кристал“ е оборудван с подобрена система за скачване. Подобна система е трябвало да се монтира и на совалката Атлантис, за да може да се скачва с орбиталния комплекс. Възвръщаемата капсула на кораба „Прогрес М-14“ е натоварена с около 150 кг изследователски материали и изпратена към Земята.

### Космически разходки
| № | Участници                       | Начало                      | Край                        | Продължителност    |
| - | ------------------------------- | --------------------------- | --------------------------- | ------------------ |
| 1 | Сергей Авдеев Анатолий Соловьов | 3 септември 1992 13:32 UTC  | 3 септември 1992 17:28 UTC  | 3 часа и 56 минути |
| 2 | Сергей Авдеев Анатолий Соловьов | 7 септември 1992 11:47 UTC  | 7 септември 1992 16:55 UTC  | 5 часа и 8 минути  |
| 3 | Сергей Авдеев Анатолий Соловьов | 11 септември 1992 10:06 UTC | 11 септември 1992 15:50 UTC | 5 часа и 44 минути |
| 4 | Сергей Авдеев Анатолий Соловьов | 15 септември 1992 07:49 UTC | 15 септември 1992 11:22 UTC | 3 часа и 33 минути |